# 阪本麻紀
阪本 麻紀（さかもとまき、1978年- ）は、日本の女優。
和歌山県出身。身長162cm。血液型はA型。近畿大学文芸学部文芸学科卒業。

## 経歴
1978年生まれ。和歌山県出身。
高校時代から演劇活動を始める。近畿大学卒業後、2003年から烏丸ストロークロックに参加。
2016年に舞台『国道、業火、背高泡立草』での演技が評価され、第19回関西現代演劇俳優賞を受賞。
近年では劇団活動以外でに小中高生対象にした表現教育の指導に携わる。

## 講師歴
- 劇団ひまわり俳優養成所京都校講師（2006年）
- 岡山高等学校演劇連盟地区大会審査員（2009年）
- NPO法人フリンジシシアタープロジェクトにて小中高生を対象にした演劇ワークショップに携る講師（2010年）
- 和歌山県高等学校演劇連盟紀北支部夏期合同合宿演劇指導（2011年）
- 演劇ワークショップエンゲキの庭おやこ編講師（2012年）